# GAU-19
GAU-19/A (заводской индекс разработчика — GECAL 50 от «General Electric Caliber 50») — американский многоствольный крупнокалиберный пулемёт с вращающимся блоком стволов под патрон .50 BMG (12,7×99 мм). Производится фирмой General Dynamics.

## Описание
GAU-19 питается от стандартной ленты и имеет три ствола, но имеются версии и с шестью. Для вращения стволов используется электродвигатель. Темп стрельбы 1000 либо 2000 выстрелов в минуту. В версии для наземной техники темп стрельбы 1300 выстр./мин. Средняя сила отдачи 2,2 килоньютона. В январе 2012 года General Dynamics анонсировали новую версию — GAU-19/B с меньшей массой, весом 48 кг, которую тут же заказала Армия США. Пулемёту достаточно 0,4 секунды для достижения максимального темпа стрельбы. Рассматривался для оснащения конвертопланов V-22 Osprey и ныне закрытого проекта ARH-70. С 2005 года им вооружаются вертолёты OH-58 Kiowa.

## Пользователи
- Колумбия: используется силами по борьбе с наркотрафиком, а также национальной полицией;[5]
- Япония: используется береговой охраной;
- Мексика: используется мексиканскими ВВС и ВМС на Хамви, вертолётах UH-60 и MD Explorer;[6]
- Оман: устанавливают на вездеходы Хамви;
- США

## Аналоги
- ЯкБ-12,7 — советский четырёхствольный 12,7-мм пулемёт, использующий газовый двигатель вместо электрического.
- CS/LM5 — китайский трёхствольный 12,7-мм пулемёт с электрическим двигателем.
- WLKM — польский четырёхствольный 12,7-мм пулемёт с электрическим двигателем.[7]